# Adam Green's Aladdin
Pour plus de détails, voir Fiche technique et Distribution.
Aladdin est un film indépendant écrit et réalisé par Adam Green qui assure également la musique, les décors et tient le rôle d'Aladdin. 
Le film est une vision moderne des Mille et Une Nuits. 
Adam Green's Aladdin est une épopée absurde, fantasque, et hyper-sensorielle. Le film a l'aspect visuel d'une bande dessinée à dimension réelle, avec décors en carton et accessoires en papier mâché, tous peints à la main.
Dans son film, Adam Green est entouré de ses amis notamment Macaulay Culkin dans le rôle d'un militant, Devendra Banhart, Andrew VanWyngarden, Rodrigo Amarante et Binki Shapiro.
Adam Green's Aladdin est disponible en ligne sur YouTube avec des sous-titres en anglais, français, allemand, espagnol ou italien, sur la chaîne officielle du chanteur.

## Synopsis
Adapté du conte oriental Aladdin et filmé dans un entrepôt à Brooklyn, le film met en scène la famille dysfonctionnelle d'Aladdin. Dans ce film extravagant, les personnages sont des manifestants surnommés "Américains Magiques", des mineurs, ou encore une princesse nymphomane vedette d'un reality-show virtuel. Ils vivent dans une ville américaine gouvernée par un sultan corrompu. La lampe d'Aladdin est un symbole phallique. 

## Production
Yasmin Green, épouse d'Adam, a produit le film avec l'argent recueilli via Kickstarter. La majeure partie du coût a été consacrée à la création des décors. En effet, la plupart des personnes présentes sur le tournage n'ont pas ou très peu gagné d'argent. Le film est sorti le 15 avril 2016 grâce à la vidéo à la demande.

## Diffusion
Une fois le projet terminé, Adam Green a rencontré des problèmes de distribution avec la plupart des cinémas, trouvant le film trop décalé. Cependant, après la mise en ligne de la bande-annonce, Adam Green a obtenu des offres pour la diffusion du film. En effet, le film est disponible à l'étranger via VHX. Il est également disponible sur iTunes, Amazon Video et YouTube.

## Musique du film
Adam Green a écrit les chansons en même temps qu'il travaillait les scènes du film. 
Elles sont intimement liées à son univers graphique. Nature of the clown, Never lift a finger, Fix the blues figurent sur son nouvel album intitulé Aladdin qui est également la bande-son du film.

## Inspirations
Adam Green a utilisé comme source d'inspiration la version Arabian Nights pour se préparer à l'écriture du scénario. 
La ville où se passe Aladdin s'appelle Regular Town. C'est un mix de New York et de South Park (la série animée). Adam Green considère l'œuvre d'Alfred Jarry comme la source de toutes ses satires.
Adam Green a été fortement influencé par l'art de Jean Dubuffet, en particulier l'installation Jardin d'hiver réalisée entre 1969 et 1970. Cette installation se trouve au Centre Pompidou à Paris. 
Adam Green a déclaré que tomber amoureux de sa femme Yasmin a fortement influencé l'intrigue du film. Les vœux de mariage d'Aladdin sont presque identiques aux siens.

## Distribution
- Adam Green : Aladdin
- Alia Shawkat : Emily
- Natasha Lyonne : La mère
- Francesco Clemente : Mustafa, le Génie
- Nicole LaLiberte : Mme la Présidente
- Jack Dishel : Le sultan / Oncle Gary
- Parker Kindred : Genarro Russo
- Bip Ling : Princesse Barbara
- Har Mar Superstar : British Druggie Guy
- John Wiley : Fermier Dave
- Macaulay Culkin : Ralph
- Andrew VanWyngarden : Gardien de la Lampe
- Zoë Kravitz : Une femme de la mine
- Penn Badgley : Prince de Monaco
- Devendra Banhart : Saucemaker
- Rodrigo Amarante : Mariachi Singer
- Leo Fitzpatrick : Le videur
- Neil Harbisson : Un mineur
- Binki Shapiro : Un mineur